# 스가타 슌
스가타 슌(Shun Sugata, 1955년 2월 17일 ~ )은 일본의 배우, 일본의 성우이다.
야마나시현에서 태어났다.

## 방송
- 돌팔매질 ~외무성 기밀비를 파헤친 수사2과의 남자들~
- 프리즌 호텔
- 사형대의 72시간
- 특명계장 타다노 히토시 시즌4
- 천지인

## 영화
- 비지란테 (2017년)
- 나비잠 (2017년)
- 태양을 덮다 (2016년)
- CONFLICT ~ 최대의 항쟁 ~ (2016년)
- 64 파트 2 (2016년)
- 쏠 수 없는 경관 (2016년)
- 사일런스 (2016년) - 사무라이 장군 역
- 배드 문 라이징 (2015년)
- 즈타보로 (2015년)
- 러닝 온 엠프티:불타는 청춘 (2014년)
- 사형대의 72시간 (2013년)
- 어머니의 노래가 들린다 (2013년)
- 닌자2: 섀도우 어쌔신 (2013년) - 고로 역
- 플레이백(일본어판) (2012년)
- 컷 (2011년) - 마사키 역
- 헤븐스 스토리 (2010년)
- 로스트 & 파운드 (2010년)
- 로스트 크라임: 섬광 (2010년)
- 우연한 납치범 (2010년)
- 분라쿠 (2010년) - 아저씨 역
- 아바시리 일가: 극장판 (2009년)
- 지지 않는 태양 (2009년)
- 발라드 - 이름없는 사랑노래 (2009년) - 기즈케 역
- 백일몽 (2009년)
- 휴가 (2008년)
- 감각의 제국 2 - 사다의 사랑 (2008년)
- 인주: 더 비스트 인 더 섀도우 (2008년)
- 카멜레온 (2008년)
- 도쿄 잔혹 경찰 (2008년)
- 다크 러브 레이프 (2008년)
- 나미다 츠보 - 사랑의 흔적 (2008년)
- 이웃 마을 전쟁 (2007년) - 마이사카 마을 촌장 역
- 감독 만세! (2007년)
- 지금과 옛날 이야기 (2007년)
- 죄수 07번 - 레이나 (2006년)
- 여죄수 07호 (2006년)
- 컨페션스 오브 도그 (2006년)
- 싸움 (2005년)
- 아이시테요 (2005년)
- 야쿠자의 아내들: 정염 (2005년)
- 같은 달을 보고 있다 (2005년)
- 고스토 샤우토 (2004년)
- 마레비토 (2004년) - MIB 역
- 전업주부 (2004년)
- 나의 마법사 (2003년)
- 라스트 사무라이 (2003년) - 나카오 역
- 킬 빌 - 1부 (2003년)
- 건 크레이지 - 에피소드 1 (2002년)
- 무문제 2 (2002년)
- 얼라이브 (2002년)
- 이치 더 킬러 (2001년)
- 회로 (2001년)
- 토미에 - 리플레이 (2000년)
- 고하토 (1999년)
- 이시미츠 마키요의 생애 (1998년)
- 조커 (1998년)
- 거미의 눈 (1998년)
- 복수 - 지워지지 않는 상흔 (1997년)
- 히트 애프터 다크 (1996년)
- 네 멋대로 해라 - 강탈계획 (1995년)
- 케코 가면 - 비디오판 3 (1993년)
- 블로우백 2 (1991년)
- 내일 모레는 댄스 (1991년)